# Strażnica KOP „Swierynowo”

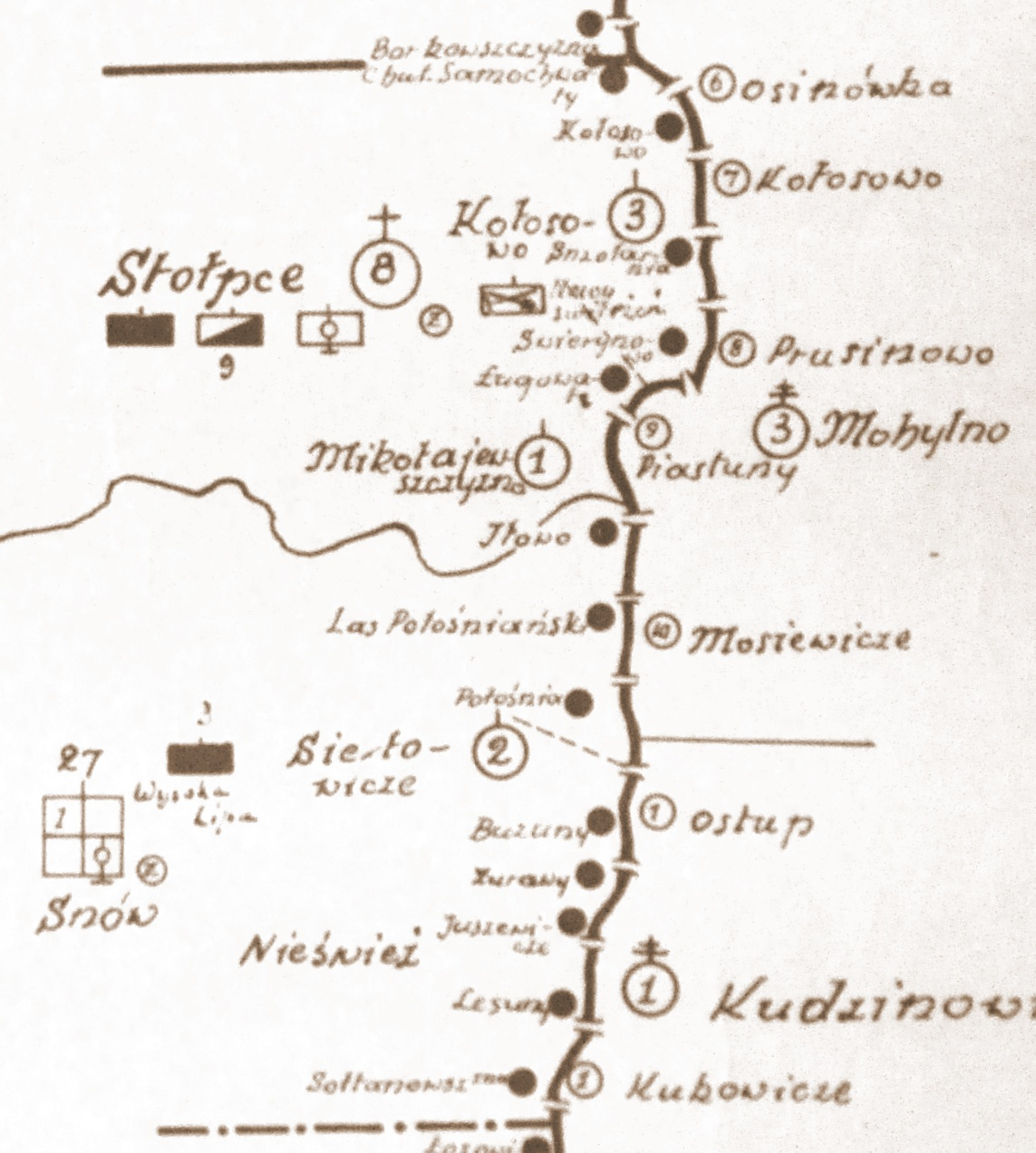
Szkic rozmieszczenia batalionu KOP „Stołpce” w 1931

Strażnica KOP „Swierynowo” – zasadnicza jednostka organizacyjna Korpusu Ochrony Pogranicza pełniąca służbę ochronną na granicy polsko-sowieckiej.

## Formowanie i zmiany organizacyjne
W 1924, w składzie 2 Brygady Ochrony Pogranicza, został sformowany 8 batalion graniczny. W 1928 w skład batalionu wchodziło 13 strażnic. 68 strażnica KOP „Swierynowo”  w latach 1928–1939 znajdowała się w strukturze 3 kompanii KOP „Kołosowo”  batalionu KOP „Stołpce”. Strażnica liczyła około 18 żołnierzy i rozmieszczona była przy linii granicznej z zadaniem bezpośredniej ochrony granicy państwowej.
W 1932 obsada strażnicy zakwaterowana była w budynku prywatnym. Strażnicę z macierzystą kompanią łączyła droga polna długości 9 km.

## Służba graniczna
Podstawową jednostką taktyczną Korpusu Ochrony Pogranicza przeznaczoną do pełnienia służby ochronnej był batalion graniczny. Odcinek batalionu dzielił się na pododcinki kompanii, a te z kolei na pododcinki strażnic, które były „zasadniczymi jednostkami pełniącymi służbę ochronną”, w sile półplutonu. Służba ochronna pełniona była systemem zmiennym, polegającym na stałym patrolowaniu strefy nadgranicznej, wystawianiu posterunków alarmowych, obserwacyjnych i kontrolnych stałych, patrolowaniu i organizowaniu zasadzek w miejscach rozpoznanych jako niebezpieczne, kontrolowaniu dokumentów i zatrzymywaniu osób podejrzanych, a także utrzymywaniu ścisłej łączności między oddziałami i władzami administracyjnymi. Strażnice KOP stanowiły pierwszy rzut ugrupowania kordonowego Korpusu Ochrony Pogranicza.
Strażnica KOP „Swierynowo” w 1932 ochraniała pododcinek granicy państwowej szerokości 5 kilometrów 139 metrów od słupa granicznego nr 788 do 799, a w 1938 pododcinek szerokości 7 kilometrów 39 metrów od słupa granicznego nr 787 do 804.
Sąsiednie strażnice:
- strażnica KOP „Smolarnia” ⇔ strażnica KOP „Ługowate” - 1928[3], 1929[4], 1931[5] , 1932[6], 1934[7]
- strażnica KOP „Smolarnia” ⇔ Odcinek podlega bezp. odwodowej kompanii - 1938[8]

## Walka o strażnicę w 1939
17 września 1939 strażnicę atakowali pogranicznicy z 16 oddziału ochrony pogranicza NKWD. Załoga stawiła krótkotrwały opór. Do 6:00 strażnica została zdobyta. Do niewoli dostało się 18 żołnierzy.